# Championnat de Hongrie de football 2020-2021
Navigation
OTP Bank Liga 2019-2020 OTP Bank Liga 2021-2022
La saison 2020-2021 du Championnat de Hongrie de football (en hongrois OTP Bank Liga) est la 122e édition du championnat de première division de Hongrie (NB I). Cette compétition regroupe douze équipes, qui s'affronteront lors de 33 journées. En fin de saison, les deux derniers du classement sont relégués et remplacés par les deux meilleurs clubs de deuxième division.
Le Ferencváros TC remporte son 32e titre lors de la 30e journée du championnat, le 20 avril 2021.

## Participants
| \| MOL Fehérvár FC Puskás Akadémia Paksi SE Diósgyőri VTK Kisvárda FC Zalaegerszeg TE Mezőkövesd-Zsóry SE Budapest \| Localisation des clubs · Clubs de Budapest · Budapest Honvéd · Ferencvárosi TC · MTK · Újpest · Budafoki MTE |
| MOL Fehérvár FC Puskás Akadémia Paksi SE Diósgyőri VTK Kisvárda FC Zalaegerszeg TE Mezőkövesd-Zsóry SE Budapest |

Un total de douze équipes participent au championnat, dix d'entre elles étant déjà présentes la saison précédente, auxquelles s'ajoutent deux promus de deuxième division que sont le MTK et le Budafoki MTE qui remplacent le Kaposvári Rákóczi FC et le Debrecen VSC, relégués à l'issue de l'édition précédente.
Légende des couleurs
- Premier tour de qualification de la Ligue des champions 2020-2021
- Premier tour de qualification de la Ligue Europa 2020-2021
- Promu de NB II 2019-2020

| Club                | Présent depuis | Classement 2019-2020 | Entraîneur        | Stade                   | Capacité théorique |
| ------------------- | -------------- | -------------------- | ----------------- | ----------------------- | ------------------ |
| Ferencváros TC      | 2009           | 1                    | Serhiy Rebrov     | Groupama Aréna          | 23 698             |
| MOL Fehérvár FC     | 2000           | 2                    | Gábor Márton      | Sóstói Stadion          | 14 300             |
| Puskás Akadémia     | 2017           | 3                    | Zsolt Hornyák     | Pancho Aréna            | 4 500              |
| Mezőkövesd-Zsóry SE | 2016           | 4                    | Attila Kuttor     | Városi Stadion          | 4 200              |
| Budapest Honvéd FC  | 2004           | 5                    | Tamás Bódog       | Stade József Bozsik     | 5 500              |
| Újpest FC           | 1912           | 6                    | Predrag Rogan     | Stade Ferenc-Szusza     | 13 500             |
| Zalaegerszeg TE     | 2019           | 7                    | Gábor Boér        | ZTE Aréna               | 12 400             |
| Kisvárda FC         | 2018           | 8                    | Attila Supka      | Várkerti Stadion        | 2 750              |
| Diósgyőri VTK       | 2011           | 9                    | Tamás Feczkó      | DVTK Stadion            | 15 300             |
| Paksi SE            | 2006           | 10                   | Gábor Osztermájer | Fehérvári úti stadion   | 4 900              |
| MTK Budapest        | 2020           | 1 (D2)               | Michael Boris     | Stade Nándor Hidegkuti  | 7 500              |
| Budafoki MTE        | 2020           | 2 (D2)               | Csaba Csizmadia   | Promontor utcai Stadion | 4 000              |

## Compétition

### Règlement
Le barème utilisé pour établir le classement est le suivant : 
- Victoire : 3 points
- Nul : 1 point
- Défaite : 0 point

En cas d'égalité de points, les critères suivants sont appliqués :
- Nombre de matchs remportés ;
- Différence de buts générale ;
- Nombre de buts marqués  ;
- Points obtenus entre équipes à égalité ;
- Différence de buts particulière ;
- Nombre de buts marqués à l'extérieur entre équipes à égalité ;
- Classement du fair-play ;
- Tirage au sort.